# Emitt Rhodes
Emitt Rhodes, född 25 februari 1950 i Decatur, Illinois, död 19 juli 2020 i Hawthorne, Kalifornien, var en amerikansk sångare, multiinstrumentalist och låtskrivare. Rhodes bildade tillsammans med några vänner från high school popgruppen The Merry-Go-Round, inspirerad av grupper som The Beatles, The Byrds och The Left Banke. De nådde viss framgång med låten "Live" 1967, vilken blev en hit i Los Angeles och nådde plats 63 på Billboard Hot 100. Ett självbetitlat album utgivet på A&M Records följde. Rhodes lämnade gruppen 1969 och påbörjade en solokarriär. Hans självbetitlade debutalbum gavs ut 1970 på Dunhill Records. Skivan blev en framgång hos musikkritikerna och hos skivköparna. Från skivan blev "Fresh as a Daisy" en mindre hitsingel. Han utgav två studioalbum till fram till 1973, men sedan blev det tyst om honom under många år. Han var anställd hos Elektra Records som tekniker och producent, och gjorde flera försök att spela in ny musik som av olika anledningar aldrig gavs ut. 2009 gjordes en dokumentär om honom med titeln The One Man Beatles. Först 2016 utkom ett nytt studioalbum med honom, Rainbow Ends. 

## Diskografi, album
- The Merry-Go-Round, 1967, med gruppen med samma namn.
- The American Dream, 1970
- Emitt Rhodes, 1970
- Mirror, 1971
- Farewell to Paradise, 1973
- Rainbow Ends, 2016